# سونی اریکسون آینو

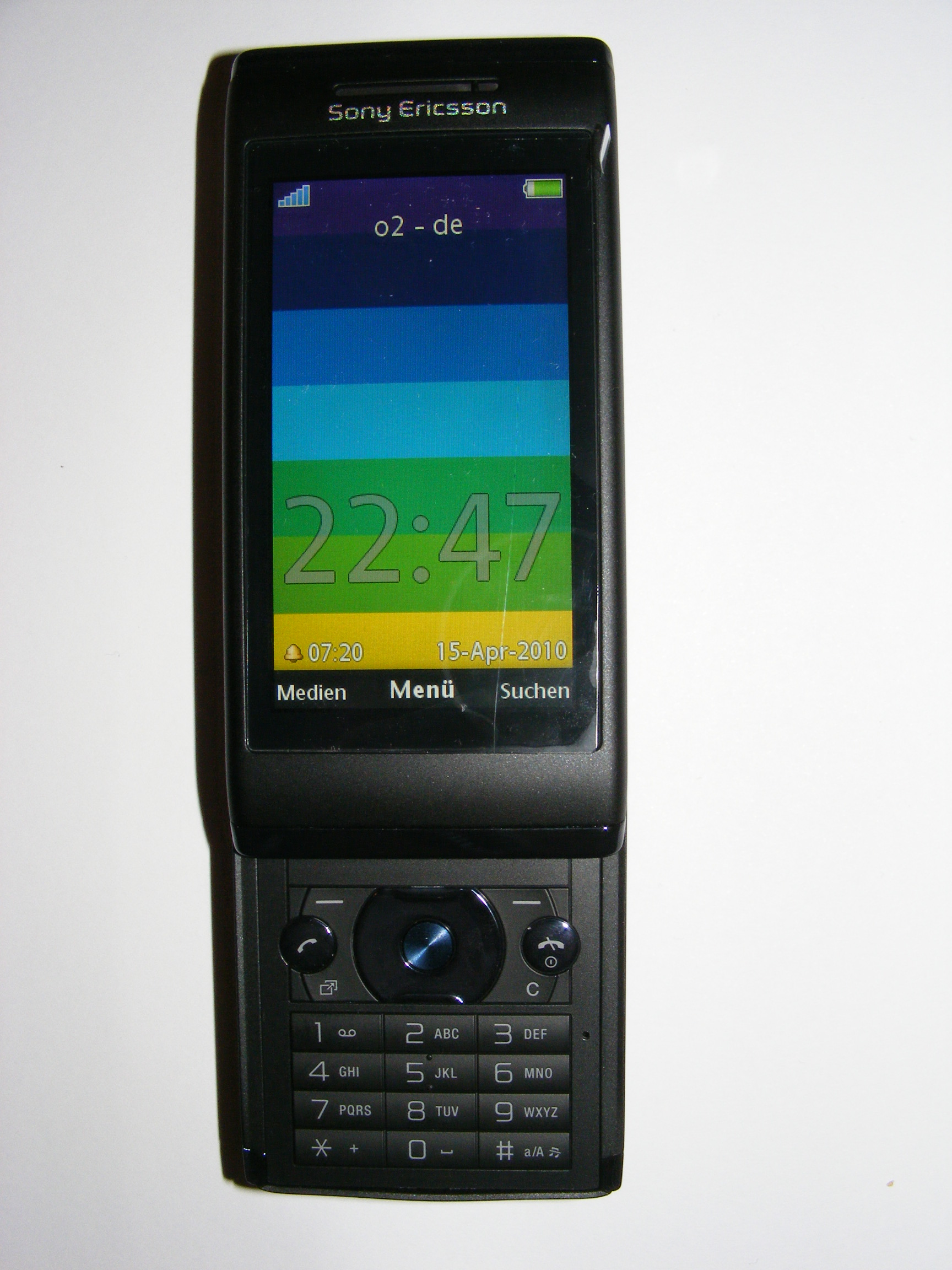
سونی اریکسون آینو

سونی اریکسون آینو (به انگلیسی: Sony Ericsson Aino)، یک‌نمونه از گوشی‌های تلفن همراه سری یو (به انگلیسی: U) شرکت سونی اریکسون می‌باشد که توسط همین شرکت به بازار عرضه شده‌است.